# CSNET
CSNET (forkortelse for "Computer Science Network") blev grundlagt af US National Science Foundation i 1981 som et alternativ til den amerikanske forsvars netværksstruktur Arpanettet, der var grundlagt allerede omkring 1969.
CSNET, der oprindelig blev etableret inden for rammerne af en treårig kontrakt (1981-1984), var først og fremmest etableret som et alternativ for forskere, som ikke havde kontakt med det amerikanske forsvar og som derfor ikke havde adgang til Arpanettet. Det var formålet at etablere CSNET som et nationalt computernetværk, der kunne forbinde samtlige akademiske Computer Science institutioner i hele USA.
CSNET blev udviklet som et samarbejde mellem forskere fra flere amerikanske universiteter, deriblandt Larry Landweber (University of Wisconsin), David J. Farber (University of Delaware), Peter Denning og Douglas Comer (begge fra Purdue University). Derudover var elektronik- og computervirksomheden RAND Corporation også involveret i projektet.
I 1983 fik CSNET adgang til det nu reorganiserede Arpanet, og på dette tidspunkt omfattede CSNET allerede 70 medlemsinstitutioner. Tre år senere var stort set alle amerikanske computerrelaterede forskningsinstitutioner i USA tilsluttet CSNET. Da nettet herefter forekom økonomisk rentabelt indstillede National Science Foundation sin finansiering af det civile CSNET i 1986, som derefter i et vist omfang smeltede sammen med Arpanettet. 
I forbindelse med en beslutning i 1985 om etablering af fem store supercomputercentre i USA påtog National Science Foundation sig opgaven med at opbygge et civilt netværk mellem disse fem centre, det såkaldte NSFNET, og de gav mulighed for at andre akademiske institutioner også kunne tilsluttet dette net.
Omkring 1990 var der langt flere institutioner tilsluttet det nye NFSNET end det parallelt fungerende og sammensmeltede Arpanet/CSNET, og i løbet af 1990 blev Arpanet/CSNET nedlagt og dets enkelte enheder overført til NSFNET som dermed udgjorde det nye udgangspunkt for den efterfølgende globale internetstruktur.